# Cyril Gaillard
Pour les articles homonymes, voir Gaillard.
À ne pas confondre avec Jean-Marc Gaillard, autre fondeur français
Cyril Gaillard, né le 20 janvier 1986 à Grenoble, est un fondeur français spécialisé dans le sprint.

## Carrière
Licencié au club de Meaudre, il dispute sa première compétition officielle en 2004 et fait ses débuts avec l'équipe nationale en 2008 aux Championnats du monde des moins de 23 ans.
Il fait ses débuts en Coupe du monde en février 2008 à Stockholm avant de marquer ses premiers points dans cette compétition en décembre 2009 à Düsseldorf (16e). Il essentiellement cantonné au niveau inférieur de la Coupe OPA entre 2011 et 2013.
Après avoir pris la quatrième place du sprint de Szklarska Poreba en janvier 2014, pour sa seule finale dans l'élite, il se qualifie pour les Jeux olympiques de Sotchi, où il participe à l'épreuve du sprint libre, qu'il achève au 30e rang. 
À l'issue de la saison 2014-2015, lors de laquelle il devient champion de France du sprint, Cyril Gaillard décide de se retirer du circuit de la Coupe du monde.

## Palmarès

### Jeux olympiques
| Épreuve / Édition | Sprint | Sprint                           | 15 km                            | 15 km     | Skiathlon 2 × 15 km | 50 km | Relais | Relais    |
| Épreuve / Édition | libre  | classique                        | libre                            | classique | Skiathlon 2 × 15 km | 50 km | Sprint | 4 × 10 km |
| JO 2014 Sotchi    | 29e    | Épreuve inexistante à cette date | Épreuve inexistante à cette date | —         | —                   | —     | —      | —         |

Légende :
- : pas d'épreuve
- — : non disputée par Cyril Gaillard

### Coupe du monde
- Meilleur classement général : 82e en 2014.
- Meilleur classement en sprint : 36e en 2014.
- Meilleur résultat individuel : 4e.

#### Classements par saison
| Saison    | Classement général final | Classement sprint |
| 2009-2010 | 137e                     | 73e               |
| 2013-2014 | 82e                      | 36e               |
| 2014-2015 | 137e                     | 83e               |

### Universiades
- Erzurum 2011 :
  -  Médaille d'or sur le relais.

### Championnats de France
Champion de France élite :
- Sprint : 2015